# Sögel-Wohldegroep
De Sögel-Wohldegroep (Duits: Sögel-Wohlde-Kreis) is een groep archeologische culturen uit de Midden-Bronstijd (±1600–1000 v.Chr.) in Noord-Duitsland tot in Hessen, Nederland, België en Noord-Frankrijk. Ze is vernoemd naar de plaatsen Sögel en Dohnsen-Wohlde in Nedersaksen.
De term "Sögel-Wohlde-Kreis" werd voor het eerst gebruikt in 1971 door de Duitse prehistoricus Friedrich Laux. Eerder in de jaren 1920 had de archeoloog Ernst Sprockhoff de term "Sögeler Kulturkreis" gebruikt om de specifieke grafvondsten te beschrijven. De cultuur wordt gezien als deel uitmakend van het zogenaamde Únětice-complex. 
Op de Hümmling liggen de grafheuvelgroepen van Bockholte en Wehm, Sögel, Spahn, Vrees en Werpeloh, welke tot de Sögelgroep gerekend worden. De uit heideplaggen gevormde grafheuvels werden meestal boven een boomkist opgericht. Rond de kist en de voet van de heuvel werden vaak stenen geplaatst.
Een belangrijke Nederlandse vondst is het graf van de hoofdman van Drouwen.

## Grafvondsten
Kenmerkende grafgiften in de mannengraven zijn bronzen kortzwaarden en randbijlen, soms ook zogenaamde Sögeler dolken. De twee kortzwaarden waarnaar het Sögeler type vernoemd is werden in 1898 bij wegwerkzaamheden tussen Spahn en Werpeloh gevonden. Type, vorm en decoratie van de zwaarden tonen een relatie met vondsten uit dezelfde periode in het oosten van Hongarije. Karakteristiek zijn de ronde hechtplaat en de opvallende versieringen met lijngroepen, puntlijnen en slingerbogen. Het Wohlder type, voor het eerst in 1937 beschreven, heeft daarentegen een trapeziumvormige hechtplaat. De kortzwaarden van het Wohlder type zijn afgeleid van Hongaarse kortzwaarden met trapeziumvormige greepplaten. Soms bezitten ze ook enige karakteristieken van het Sögeler type.
De zwaarden werden mogelijk door handwerkers afkomstig uit de Moravisch-Hongaarse regio vervaardigd. Hierop wijzen in de graven en nederzettingen gevonden kleine aardewerken pijpjes die als mondstukjes voor blaasbalgen uitgelegd worden. Deze bewijzen de aanwezigheid van smeltovens. Ze worden gevonden van Hongarije tot in Noordwest-Europa en Noord-Italië. In Oost-Europa zijn dergelijke pijpjes gevonden bij Kalinovka ten noorden van Wolgograd, waar het graf van een bronswerker uit de Poltavkacultuur werd opgegraven.
Ook het gieten van brons is aangetoond. Men kende al een- en tweedelige gietvormen en de verlorenwasmethode.
Uit vuursteen werden pijlpunten en slagstenen vervaardigd. Om vuur te maken gebruikte men naast vuurstenen en pyrietknollen ook de tonderzwam. Pyrietknollen werden in een graf bij Langendamm gevonden. Wetstenen vond men in twee graven bij Sörgel. In het graf van Bargloy vond men negen meest hartvormige pijlpunten uit grijze, bruine, witte en rode vuursteen van 24 tot 4,6 cm lengte. Met name de rode pijlpunt is interessant omdat dit rode Helgolander vuursteen slechts op Helgoland voorkomt.
De Sögel-Wohldeperiode eindigde met het verschijnen van hielbijlen en langere zwaarden van een Brits type. 